# Avenida do Estado
A Avenida do Estado é uma avenida de fundo de vale, sendo uma das vias mais importantes da cidade de São Paulo. Aberta em 1914, faz parte de um corredor viário que liga o centro da cidade à Região do Grande ABC, sempre margeando o Rio Tamanduateí.
Nas últimas décadas, a via tem sofrido com a decadência urbana do Centro Histórico de São Paulo com vários imóveis vazios, terrenos abandonados e enchentes.

## História

### Primórdios
Ao longo do século XIX São Paulo enfrentou várias epidemias de cólera, malária, entre outras doenças, sendo a mais grave a epidemia de febre amarela de 1889-1896, que se espalhou para o estado e quase dizimou a cidade de Campinas. Para enfrentar esses problemas, o governo do estado criou através do Decreto nº 56-A em 30 de abril de 1892 a Comissão de Saneamento do Estado. Entre os projetos apresentados por essa comissão, encontrava-se a canalização de rios e córregos. Um dos primeiros a serem parcialmente canalizados foi o Rio Tamanduateí, que recebeu obras de canalização entre 1892 e 1894 desde o ponto de deságue no Rio Tietê até a Várzea do Carmo (próximo da Avenida Rangel Pestana). O alto custo dessas obras exauriu os cofres públicos e a comissão foi desfeita em 1898.

### Década de 1910
A realização desse projeto de canalização deixou desocupadas vastas áreas ao redor dos canais do Tamanduateí. Na década de 1910, o governo do estado resolveu investir na construção de uma nova avenida, margeando os canais. Aberta em abril de 1914, essa avenida foi batizada de Avenida do Estado. Entre 1912 e 1913, a canalização do Rio Tamanduateí foi ampliada da Várzea do Carmo até a confluência do Tamanduateí com o Córrego Ipiranga, permitindo a ampliação da avenida. Com isso, em menos de dez anos, as áreas então alagadiças e ermas das margens do Tamanduateí foram ocupadas por loteamentos, agora facilmente acessáveis pela Avenida do Estado, criando-se assim bairros como o Cambuci e a parte oeste da Mooca.

### Década de 1920 até década de 1950

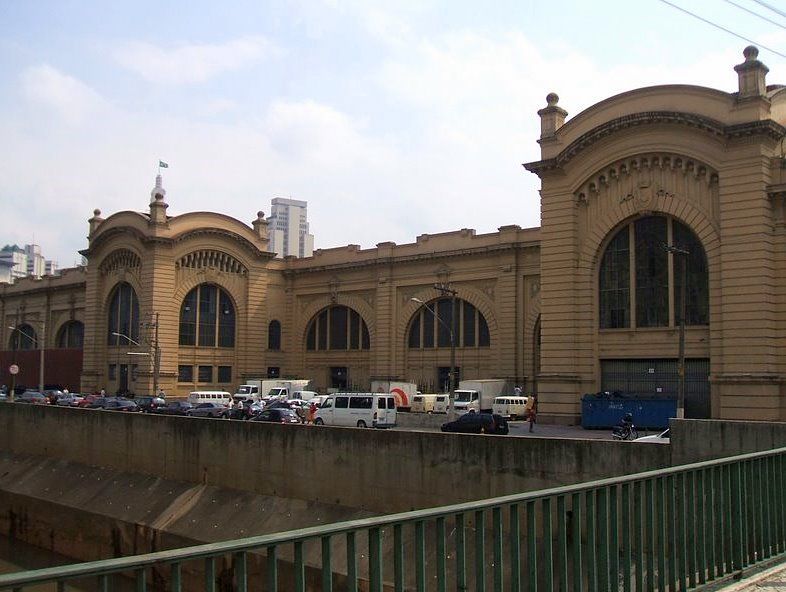
Avenida do Estado, na altura do Mercado Municipal

Aos poucos a Avenida do Estado se consolidou como uma das principais vias de São Paulo, com a instalação em suas margens do Parque Dom Pedro II (1922), Palácio das Indústrias (1924), Mesquita Brasil (aberta em 1929, sendo a mais antiga do Brasil), Quartel do Segundo Batalhão de Guardas (remodelado em 1930), Mercado Municipal de São Paulo (1933), Sede da Byington e Cia. (anos 1940), Parque Shangai (aberto em 1943, sendo o primeiro parque de diversões de São Paulo), Conjunto Habitacional da Várzea do Carmo (IAPI, 1950) e Mesbla Veículos (anos 1950). 
Com o problema das enchentes e a desvalorização do Centro Velho, a Avenida do Estado foi perdendo importância econômica.

### Década de 1960 até os dias atuais
A avenida foi prolongada nos anos 1960 da foz do Rio Ipiranga até a foz do Ribeirão dos Meninos com a retificação do rio Tamanduateí nesse trecho. Uma parte da avenida recebeu o nome de Avenida Francisco Mesquita. Foi construído o Viaduto Grande São Paulo interligando a Avenida do Estado com a Avenida Francisco Mesquita. 

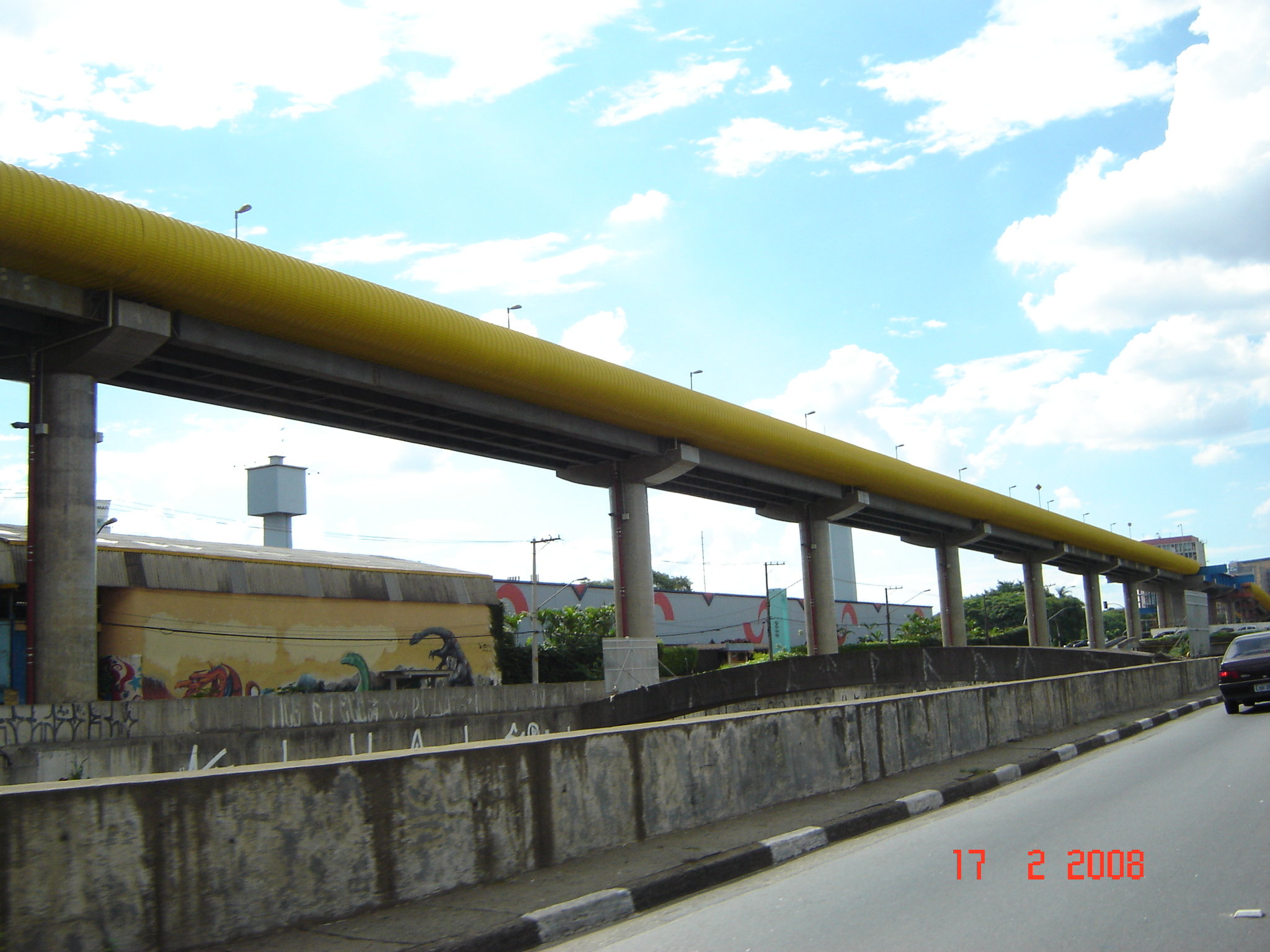
Trecho da avenida atendido pelo Expresso Tiradentes, conhecido popularmente como Fura-fila

Entre o Parque Dom Pedro e a Praça Alberto Lion foi construída no final dos anos 1970 e início dos anos 1980 uma via expressa no tamponamento sobre o rio Tamanduateí. Mais tarde entre os anos 1990 e os anos 2000 a avenida recebeu o Expresso Tiradentes, que foi prolongado nos anos 2010 com o novo ramal para Vila Prudente.
Atualmente há a Operação Urbana Bairros do Tamanduateí que prevê a criação de uma faixa de domínio de preservação nos lados da avenida, o destamponamento do rio Tamanduateí entre o Parque Dom Pedro e a Praça Alberto Lion, a extensão de algumas ruas como alternativa à avenida incluindo a duplicação da Rua Silveira da Mota.